# Веткина, Александра Михайловна
Алекса́ндра Миха́йловна Ве́ткина (в девичестве — Нарсе́ева) (6 мая 1888, Уржум, Вятская губерния, Российская империя ― 19 августа 1969, Куженер, Марийская АССР, РСФСР, СССР) ― русский советский педагог. Учитель и заведующая Визимбирским сельским земским одноклассным училищем / Визимбирской начальной школой ныне Куженерского района Марий Эл (1909—1953). Заслуженный учитель школы РСФСР (1941). Кавалер ордена Ленина (1949).

## Биография
Родилась 6 мая 1888 года в Уржуме Вятской губернии в крестьянской семье. В 1909 году окончила Уржумскую женскую гимназию, готовившую учителей начальных классов.
На протяжении всей жизни занималась педагогической деятельностью: в 1909—1953 годах была учителем и заведующей Визимбирским сельским земским одноклассным училищем / Визимбирской начальной школы ныне Куженерского района Марийской республики.
В 1920—1930-х годах была известна в Марийском крае как ликвидатор неграмотности среди взрослого населения.
С 1918 года была вдовой (муж погиб на фронте Первой мировой войны), одна воспитала и поставила на ноги пятерых детей.
За вклад в развитие образования и просвещения в Марийском крае в 1941 году ей присвоено почётное звание «Заслуженный учитель школы РСФСР». В 1949 году она была награждена орденом Ленина.
Скончалась 19 августа 1969 года в п. Куженер, похоронена на Русскошойском кладбище Куженерского района Марий Эл.

## Признание
- Орден Ленина (1949)[1][2][3]
- Медаль «За доблестный труд в Великой Отечественной войне 1941—1945 гг.» (1946)[3]
- Заслуженный учитель школы РСФСР (1941)[1][2][3]

## Память
Ученик А. М. Веткиной, марийский поэт В. Чалай в 1949 году посвятил ей стихи.